# Sacatonia graminivora
Sacatonia graminivora är en tvåvingeart som beskrevs av Curtis W. Sabrosky 1967. Sacatonia graminivora ingår i släktet Sacatonia och familjen fritflugor.
Artens utbredningsområde är Colorado. Inga underarter finns listade i Catalogue of Life.